# Heterosoma exasperata
Heterosoma exasperata är en skalbaggsart som beskrevs av Leon Fairmaire 1901. Heterosoma exasperata ingår i släktet Heterosoma och familjen Cetoniidae. Inga underarter finns listade i Catalogue of Life.